# Molly (film)
Molly è un film del 1999 diretto da John Duigan.

## Trama
Buck, un brillante uomo in carriera, si ritrova su malgrado ad occuparsi della sorella autistica Molly, visto che l'istituto che la curava ha chiuso. Buck troverà molte difficoltà a relazionarsi con le bizzarrie della sorella, tanto che perderà fidanzata e lavoro, ma col tempo Buck troverà un nuovo significato della vita e si occuperà a tempo pieno di Molly, insegnandole a badare a se stessa. Grazie a un'operazione per l'impianto di cellule rigenerative, Molly ottiene dei miglioramenti notevoli e sembra riuscire a condurre una vita "normale", dove c'è spazio anche per l'amore.